# 77 Bombay Street
Die Band 77 Bombay Street wurde 2007 von den vier Brüdern Matt, Joe, Esra und Simri-Ramon im Kanton Graubünden in der Schweiz gegründet. Die Band spielt charakteristischen Folk- und Indie-Rock.

## Bandgeschichte
Die vier Brüder Matt (* 1982), Joe (* 1984), Esra (* 1986) und Simri-Ramon Buchli (* 1990) wuchsen in einer neunköpfigen Familie in Basel auf. Schon als Kinder spielten sie in Spitälern, Altersheimen und an privaten Anlässen. 2001 zog die Familie nach Australien nach Adelaide in die „77 Bombay Street“.
Als die vier Brüder zwei Jahre später zurück in die Schweiz kamen, zogen sie in das Chalet ihrer Grosseltern in Scharans im Domleschg, wo sie 2007 ihre Band gründeten. Nur ein Jahr nach der Bandgründung holten sich 77 Bombay Street den Sieg beim MyCokemusic Soundcheck, den kleinen Prix Walo in der Sparte „Band“ und einen Plattenvertrag.
Mit den Songs 47 Millionaires, Long Way, I Love Lady Gaga und Up in the Sky erlangten sie durch das Radio nationale Bekanntheit. 77 Bombay Street absolvierten in den vier Jahren von 2007 bis 2011 über 150 Live-Auftritte. Im Frühling 2011 waren 17 ihrer 21 Club-Shows ausverkauft und im Sommer traten sie an insgesamt 20 Festivals auf. 
Ihr Debütalbum Up in the Sky, das 2011 erschien, besteht aus zwölf Folk-Rock-Songs. Der Titelsong wurde ein Top-10-Hit und hielt sich 82 Wochen lang in der Schweizer Hitparade. Das Album erreichte Platz 3 der Albumcharts und war über zwei Jahre in den Charts platziert. Es wurde für mehr als 30.000 verkaufte Exemplare mit Platin ausgezeichnet.
Bereits im Oktober des folgenden Jahres erschien das zweite Album Oko Town. Es stieg auf Platz 1 der Charts ein und erreichte ebenfalls Platinstatus.
Bis zum nächsten Album vergingen drei Jahre. Seven Mountains erschien im September 2015 und brachte die Band zum zweiten Mal auf Platz eins.
Nach sechs Jahren folgte ein Comeback mit dem Album Start Over, das im Oktober 2021 erschien.

## Auszeichnungen und Nominierungen

### Auszeichnungen
- 2011: Prix Walo – Kategorie: "Pop/Rock"[4]
- 2012: Swiss Music Awards – Kategorie: "Best Hit National" (für Up in the Sky)[5]
- 2012: Swiss Music Awards – Kategorie: "Best Album Pop/Rock National" (für Up in the Sky)[6]

### Nominierungen
- 2012: Swiss Music Awards – Kategorie: "Best Breaking Act National"[7]
- 2012: MTV Europe Music Awards – Kategorie: "Best Swiss Act"[8]
- 2014: MTV Europe Music Awards – Kategorie: "Best Swiss Act" (pre-nominated)[9]
- 2015: MTV Europe Music Awards – Kategorie: "Best Swiss Act"[10]
- 2016: Swiss Music Awards – Kategorie: "Best Group"[11]
- 2016: Swiss Music Awards – Kategorie: "Best Album" (für Seven Mountains)[12]
- 2018: Swiss Music Awards – Kategorie: "Best Hit" (für Empire)[13]

### Diverses
- 2009: MyCokeMusik Soundcheck / Contest[15]

## Diskografie

### Alben
- Up in the Sky (2011)
- Oko Town (2012)
- Seven Mountains (2015)
- Start Over (2021)[16]

### Singles
- 47 Millionaires (2010)
- Long Way (2011)
- Up in the Sky (2011)
- I Love Lady Gaga (2011)
- Waiting for Tomorrow (2012)
- Forgotten Your Name (2011)
- In the War (2011)
- It’s Now (2011)
- Miss You Girl (2011)
- Number2 (2011)
- Hero (2011)
- Money Back (2011)
- Get Away (2011)
- Low on Air (2012)
- Rainbow (2012)
- Indian (2012)
- Angel (2012)
- Garden (2012)
- Follow the Rain (2012)
- Seeker (2012)
- Wake Me Up (2012)
- Gladiator (2012)
- Johnny (2012)
- Planet Earth (2012)
- Oko Town (2012)
- Clown (2012)
- Follow the Rain (2014)
- Empire (2016)
- Drifters in the Wind (2021)
- Karaoke Girl (2021)
- Train Home (2021)
- Fox (2021)
- Eugene (2021)
- Start Over (2021)
- Middle of My World (2021)

## Sonstige Veröffentlichungen
- Dead Bird (2008) EP – inzwischen vergriffen
- Say Love (2009) – Samplerbeitrag Bock auf Rock Vol. 2
- Own the World  (2015) – Bonustrack
- Seven Mountains (2016) EP
- Waterproof (2016) EP
- Seven Mountains EP (2016) EP – beinhaltet beide EPs aus 2016 + 2 Tracks[17]